# Wilhelmsteine

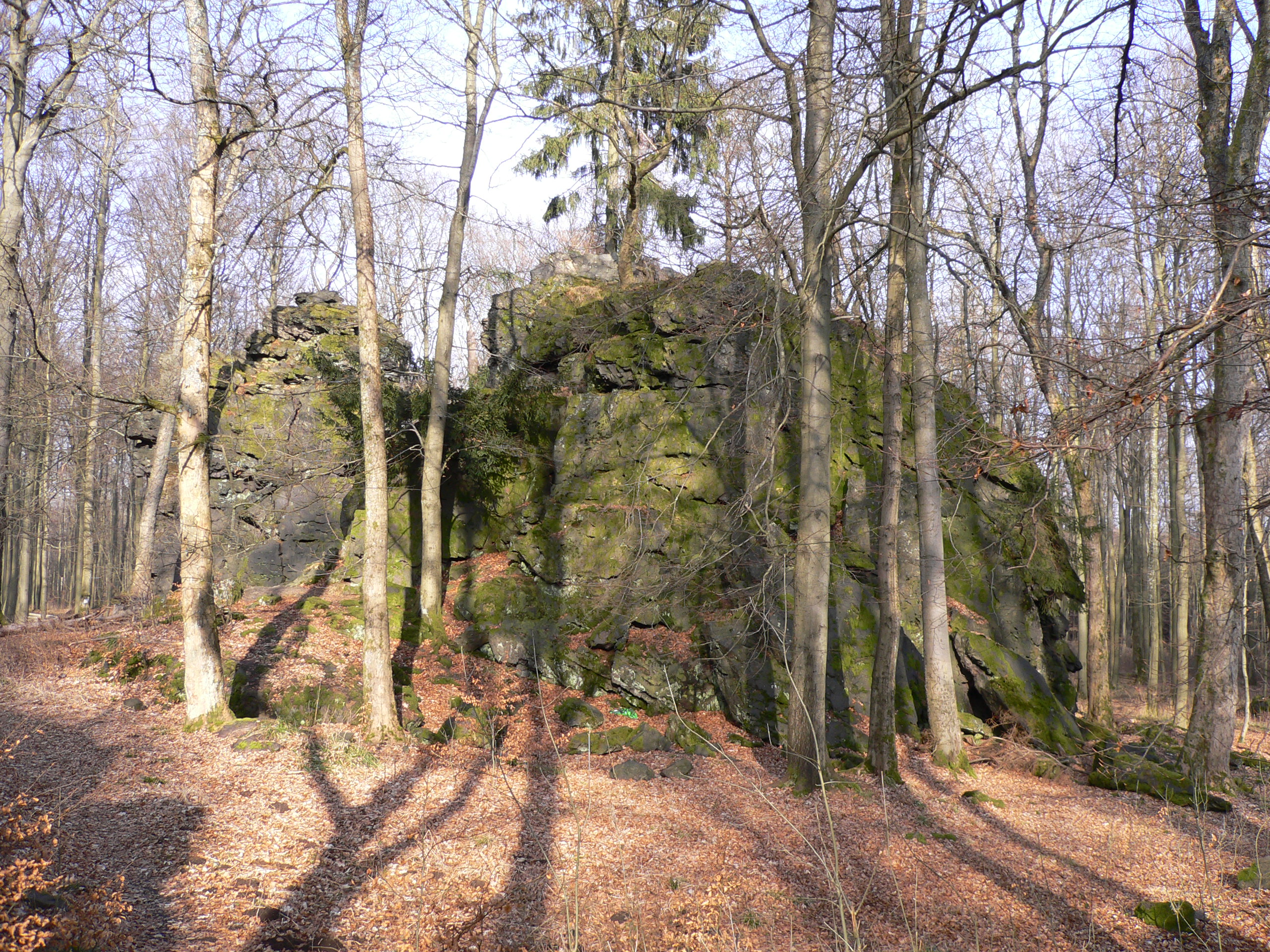
Wilhelmsteine von Süd-West

Die Wilhelmsteine sind eine (früher) auch Buchstein genannte Felsengruppe aus Eisenkiesel auf den südöstlichen Hochlagen der Angelburg (Berg) am Rand des Schelder Waldes im Gladenbacher Bergland und seit 1952 als Naturdenkmal geschützt.
Die Felsformation liegt im Gemeindegebiet von Siegbach im hessischen Lahn-Dill-Kreis und ist ein Geotop des Nationalen Geoparks Westerwald-Lahn-Taunus. Sie besteht aus mehreren Einzelfelsen, deren höchstes Exemplar etwa 15 Meter aufragt. Von manchen wird sie als eine vorchristliche Kultstätte angesehen.

## Name
Benannt sind die Wilhelmsteine nach Wilhelm I. von Nassau (1792–1839), der im Jahr 1816 kurz nacheinander sowohl im Fürstentum Nassau-Weilburg als auch im Herzogtum Nassau-Usingen an die Herrschaft kam. Damit erhielt das Herzogtum Nassau die Form, in der es bis 1866 bestand. Herzog Wilhelm besuchte 1830 die Felsengruppe und ließ nahebei ein heute nicht mehr existierendes Jagdhaus mit Pferdestall errichten. Nach seinem frühen Tod 1839 erhielt die Felsgruppe, zuvor Buchstein genannt, den heutigen Namen.
Jagdhaus Wilhelmstein
Auf der topografischen Karte, Ausgabe 1961, ist noch ein Gebäude mit dem Namen "Jagdhaus Wilhelmstein" am ehemaligen Standort eingetragen, in der Ausgabe 1981 steht hingegen nur noch „Jagdhütte Wilhelmstein“, was auf einen Umbau oder verkleinerten Neubau hindeuten könnte.

## Geographie

### Lage
Die Wilhelmsteine stehen auf etwa 585 m Höhe im Naturpark Lahn-Dill-Bergland am Rand des Schelder Walds etwa 700 m südsüdöstlich des Fernsehturms nahe dem Gipfel der Angelburg (609,4 m ü. NHN). Damit befinden sie sich im Norden des Gemeindegebiets von Siegbach, dessen Grenze zur Gemeinde Eschenburg etwa 100 Meter entfernt die ehemalige Herborner Hohe Straße darstellt, die nahebei die Brabanter Straße kreuzt und sich hier mit dem Westfalenweg vereint.
Die Felsen stehen auf einer Verebnungsfläche, die heute von lichtem Buchenhochwald bewachsen ist. Nach Südosten zum Ortsteil Wallenfels am rund 110 m tiefer gelegenen Bach fällt der Hang steil ab. Etwa 300 m nordwestlich der Steine entspringt die Gansbach, etwa 600 m nördlich der Hirschbach als Quellbach des Siegbachs.
Die Wilhelmsteine liegen im nordöstlichen Teil des Fauna-Flora-Habitat-Gebiets Schelder Wald (FFH-Nr. 5216-305), das insgesamt 37,88 km² umfasst.

### Naturräumliche Zuordnung
Die Wilhelmsteine gehören in der naturräumlichen Haupteinheitengruppe Westerwald (Nr. 32), in der Haupteinheit Gladenbacher Bergland (320) und in der Untereinheit Lahn-Dill-Bergland (320.0) zum Naturraum Bottenhorner Hochflächen (320.01).

## Entstehung

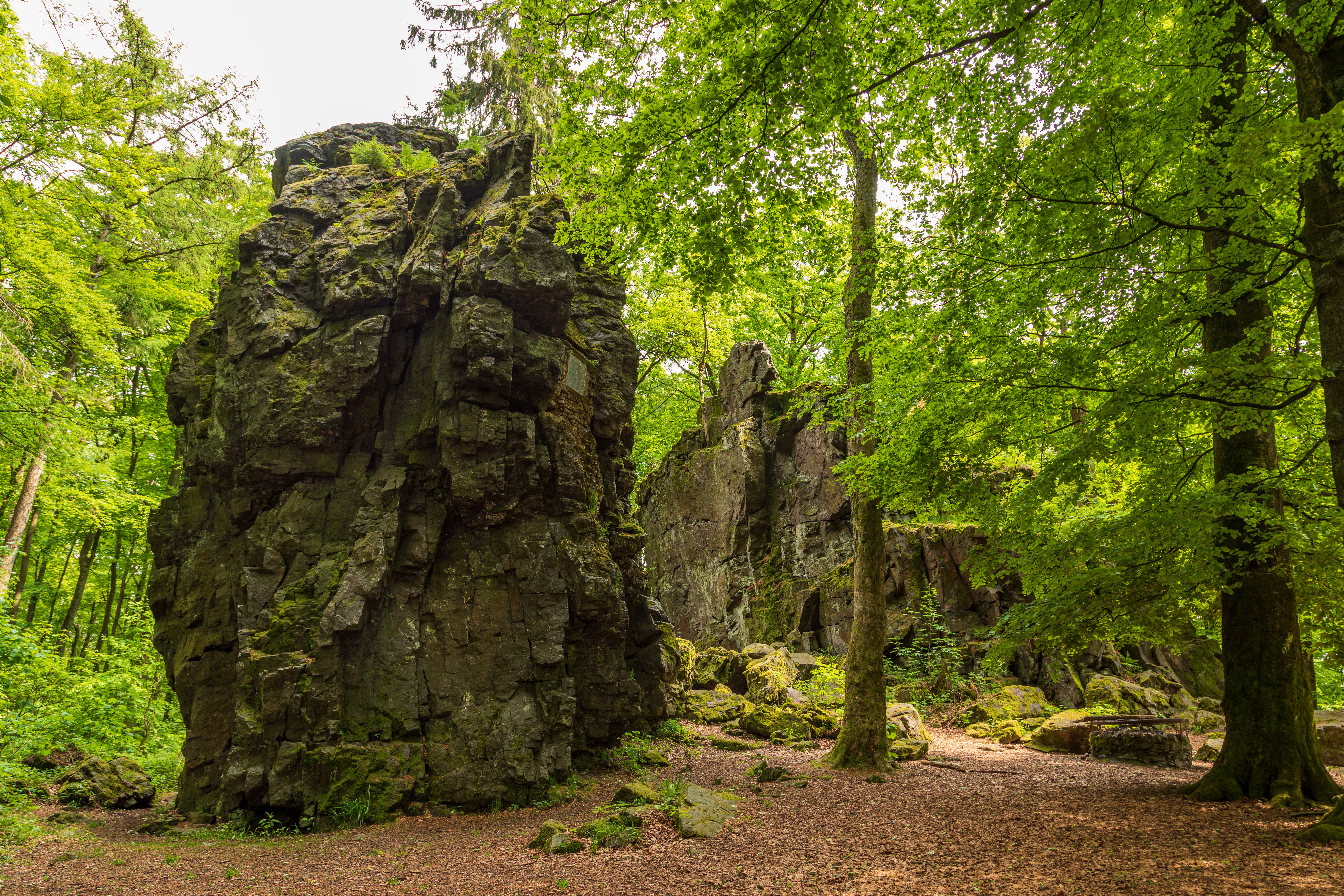
Die Wilhelmsteine ragen bis 15 Meter über den Boden auf

Die Wilhelmsteine sind Bildungen aus Eisenkiesel, der vor etwa 340 Millionen Jahren im Unterkarbon aus Eisenoxid und Kieselsäure an untermeerischen Quellen ablagert wurde. Heißes Wasser hatte die Stoffe zuvor aus basaltischer Lava herausgelöst, die am Meeresboden durch Vulkanismus entstanden war.
Schon im Devon, der dem Karbon vorausgegangenen erdgeschichtlichen Periode des Paläozoikums (Erdaltertum), war das Gebiet des heutigen Rheinischen Schiefergebirges von einem Meer bedeckt, dessen Boden weitgehend aus Basalt bestand. Aus dem mineralischen Gestein gelöste Metalle finden sich als Erz in hydrothermalen Lagerstätten. Örtlich kam es dabei auch zu harten Verkieselungen. Über den Erzlagern und Quarzbildungen sammelten sich im Laufe der Zeit mehrere tausend Meter mächtige Ablagerungen am Meeresboden, die zu Sedimentgestein wurden. Beginnend vor etwa 30 Millionen Jahren im Oligozän des zur Erdneuzeit zählenden Tertiärs wurden größere Schollenpakete herausgehoben und mit ihnen die jüngeren Sedimente aus dem trocken fallenden Meer. Sie waren damit der Verwitterung und Erosion ausgesetzt und wurden mehr oder weniger stark abgetragen. Dabei sind inzwischen die im Unterkarbon und Oberdevon gebildeten Formationen freigelegt worden. Im Bereich der Dillmulde kamen so manche Erzlagerstätten (vorwiegend Eisen und Kupfer haltige Erze) in oberflächennahe Lage. Durch Verkieselung gehärtete Formationen werden langsamer abgetragen und können in Höhenlage herauspräpariert länger bestehen bleiben.

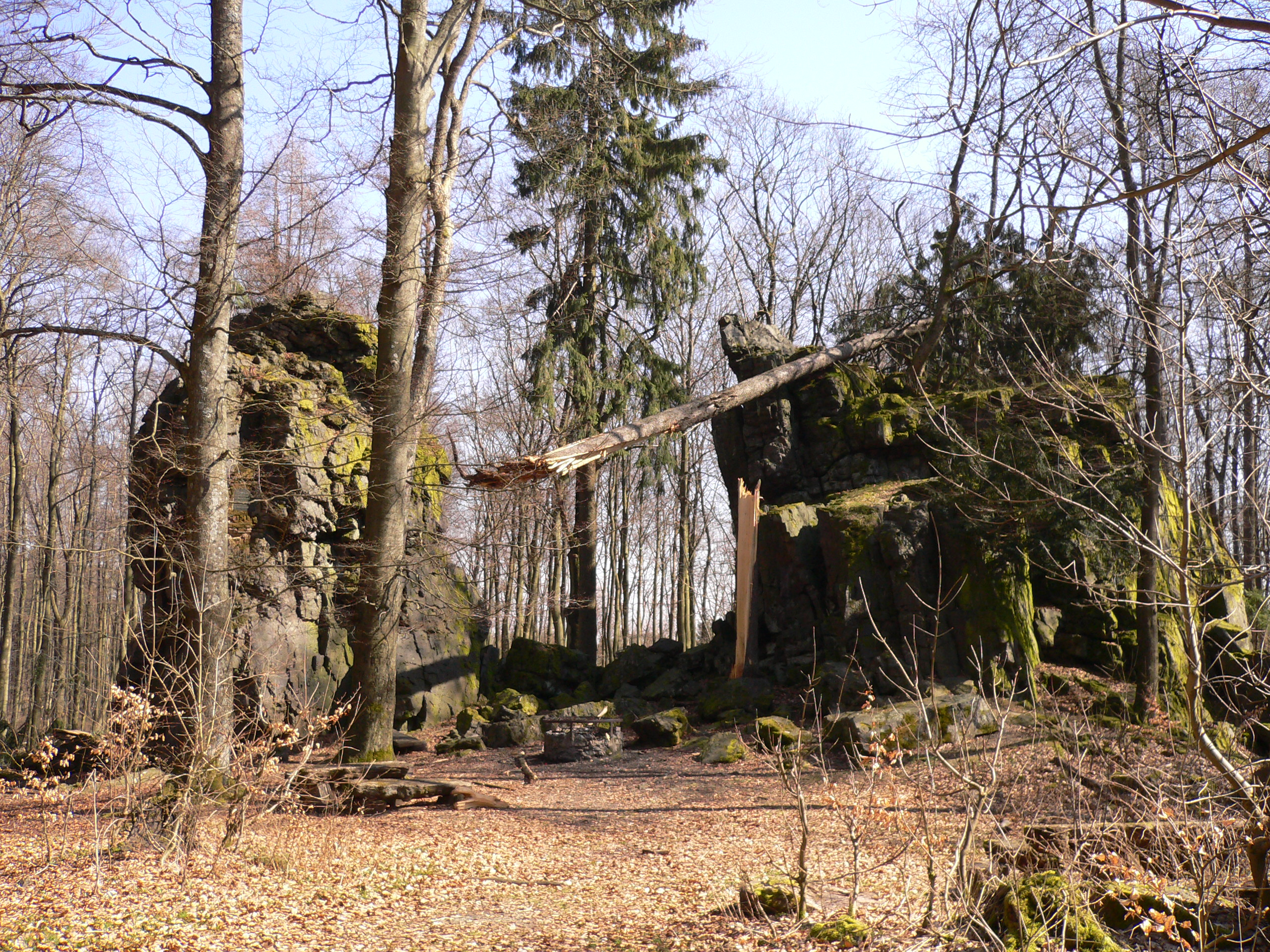
Vom Orkan Kyrill auf den größten der Wilhelmsteine geworfene Fichte
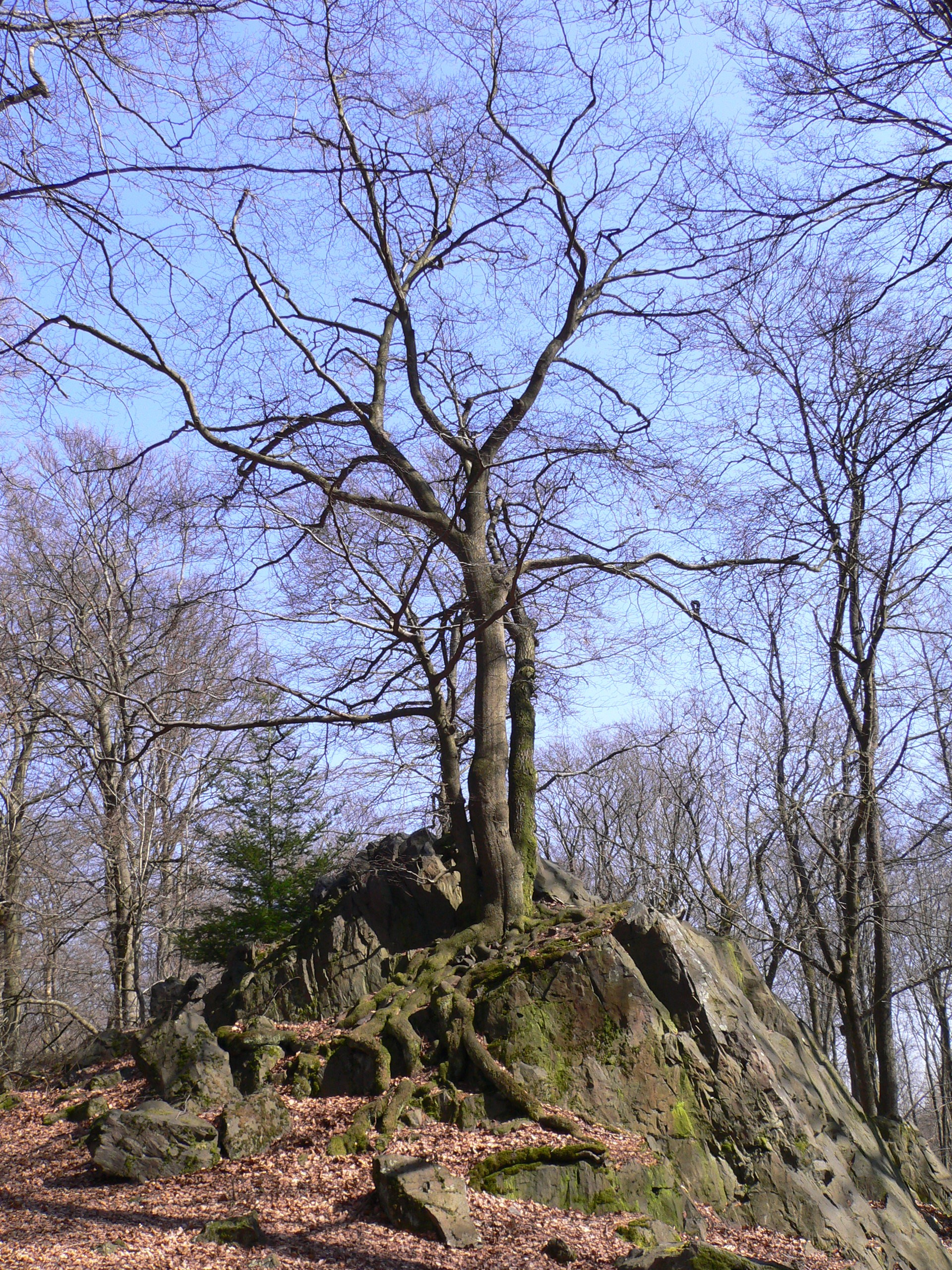
Bewachsener Felsen der Wilhelmsteine
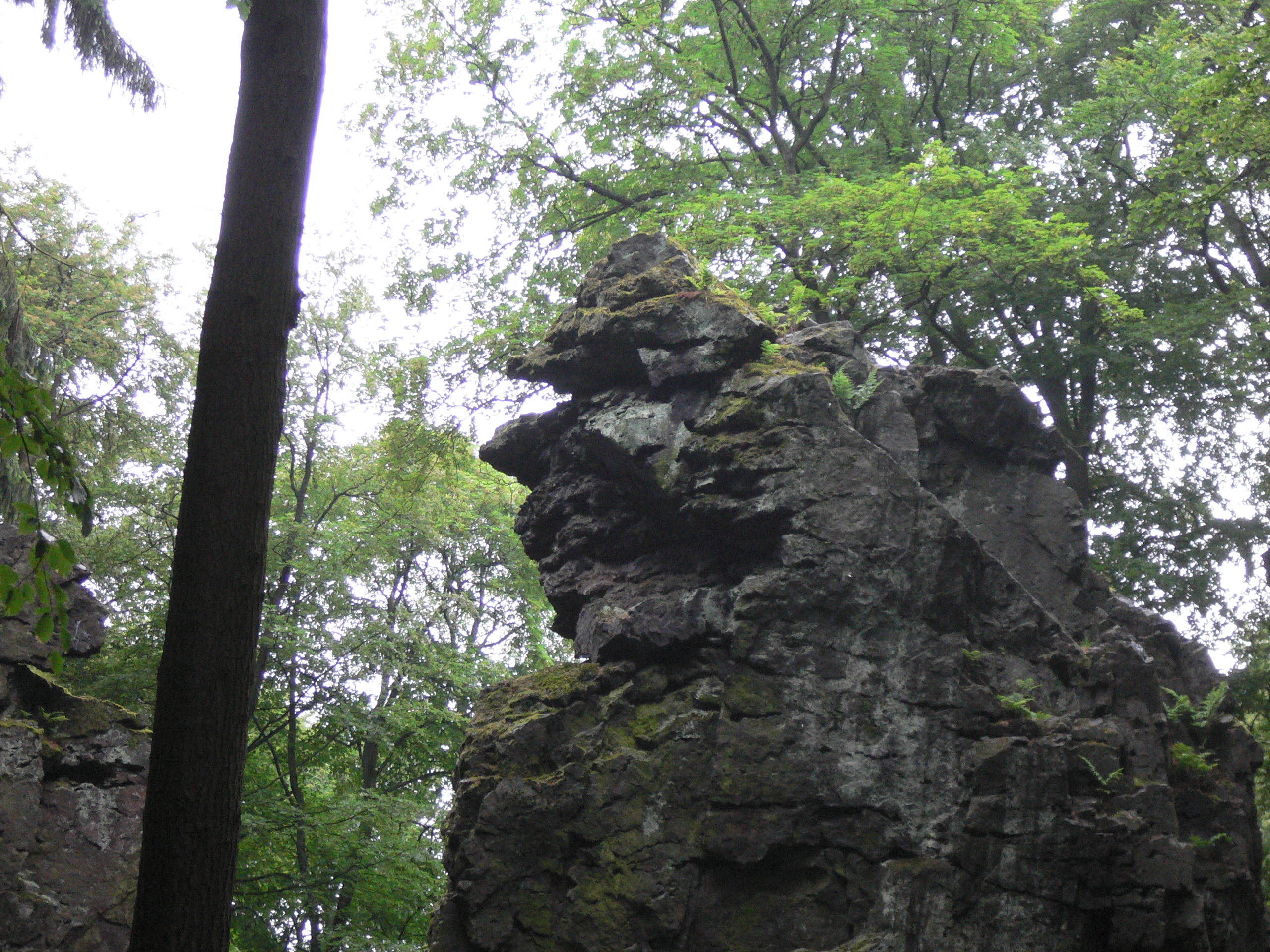
Mit Fantasie lassen manche Formen Gesichter erkennen
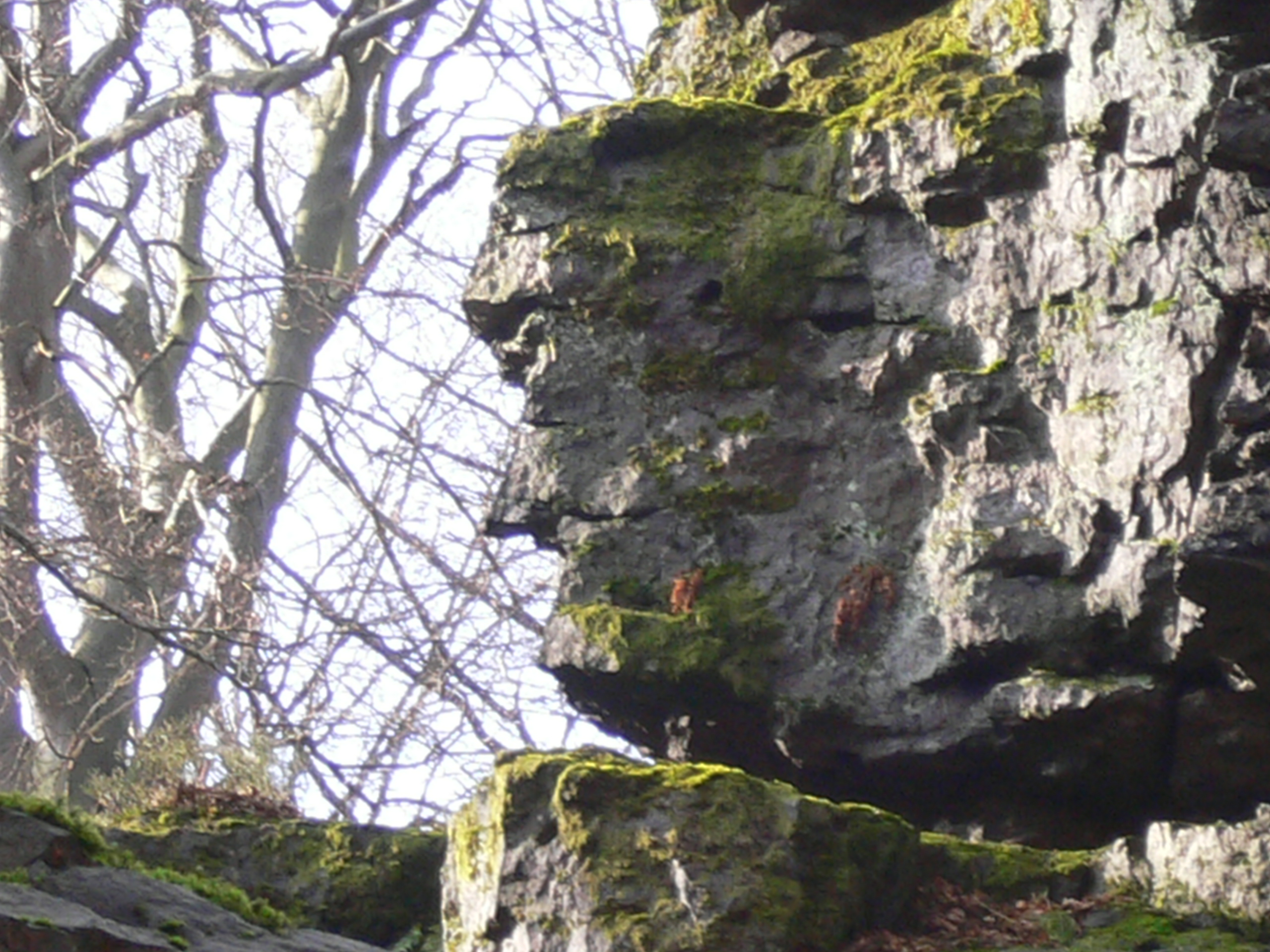
An einen Kopf erinnernde Form am langen Stein
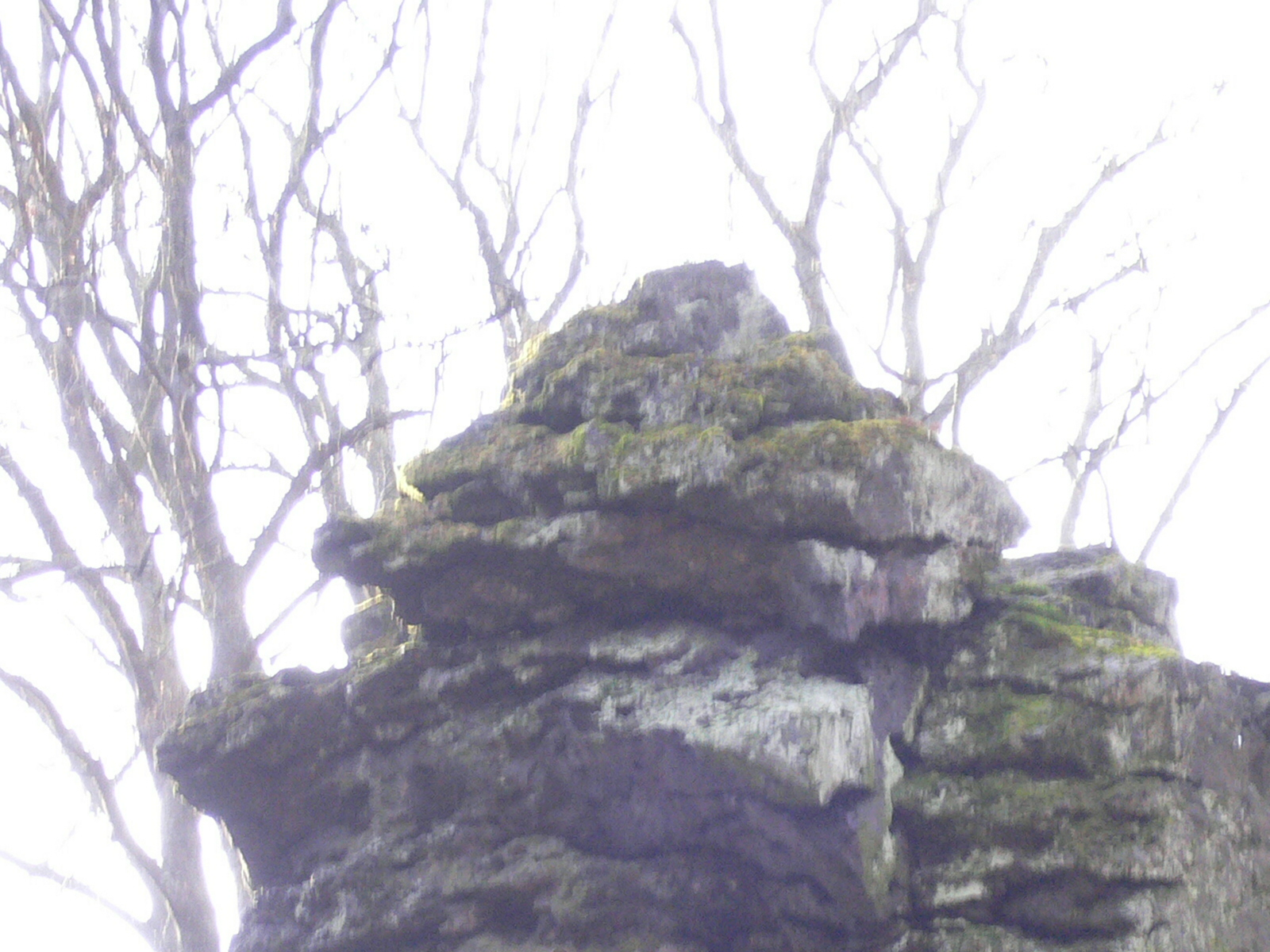
Gesichtähnliche Bildung

## Geschichtliche Bedeutung

### Mögliche Kultstätte
Die als Felsenburg beisammen stehenden Wilhelmsteine waren womöglich ehemals eine Kultstätte von überregionaler Bedeutung im Sinne eines Naturheiligtums.

### Pareidolien
Je nach Blickwinkel können in einigen der natürlichen Felsformationen Gesichter und Figuren im Sinne von Pareidolien gesehen werden.

### Frühgeschichtliche eisenzeitliche Siedlungsspuren
Nahe den Wilhelmsteinen bei der Angelburg (Berg) wurden verschiedene Spuren eisenzeitlicher Siedlungen nachgewiesen. Bei den Wilhelmsteinen finden sich Reste einer Befestigungsanlage aus der jüngeren Eisenzeit (Latènezeit). Bedeutendes Fundstück der näheren Umgebung ist der Hirzenhainer „Keltenstein“, eine figürlich geritzte Darstellung eines Menschengesichts auf einer Steinstele, die im Hessischen Landesmuseum Darmstadt im Rahmen der Keltenausstellung gezeigt wird.

### Kreuzungspunkt wichtiger Altstraßen
Altstraßen bedeutender frühgeschichtlicher Fernwege und mittelalterlicher Handelswege, so
- die Leipzig-Köln-Aachen-Antwerpener-Messe-Straße, auch Brabanter Straße genannt (im weiteren Verlauf im Westen hieß sie auch Eisenstraße),
- die Herborner Hohe Straße (genutzt bis 1875)
- und der Westfalenweg, der aus Richtung Gießen das keltische Oppidum auf dem Dünsberg passiert und auf der Wasserscheide von Aar (Dill) und Salzböde verläuft,

führten auf den Höhenzügen des Schelder Waldes und der Angelburg nahe den Wilhelmsteinen vorbei und kreuzten in unmittelbarer Nähe.

## Wanderziel
Als die Eisenbahn-Nebenlinie Dillenburg–Wallau 1911 durchgängig fertiggestellt war, setzte vom nahen Bahnhof Hirzenhain in den Sommermonaten ein lebhafter Ausflugstourismus zu den Wilhelmsteinen ein. Immer noch sind sie ein beliebtes Ziel für den traditionellen Maiausflug am 1. Mai und von allen Ortschaften der Umgebung auf bekannten Wanderwegen gut erreichbar. Von dem Wanderparkplatz 2,8 km nördlich von Tringenstein an der K53 aus sind die etwa 1,4 km entfernten Wilhelmsteine ohne wesentlichen Höhenunterschied auf einem befestigten Weg ohne Kfz-Verkehr leicht zu erreichen.
Kletterverbot
2003 wurde das Klettern am Naturdenkmal Wilhelmsteinen untersagt.
Waldgottesdienst
Seit einigen Generationen wird bei den Wilhelmsteinen an Christi Himmelfahrt ein evangelischer Waldgottesdienst abgehalten.